# Vanzosaura multiscutata
Vanzosaura multiscutata — вид ящірок родини гімнофтальмових (Gymnophthalmidae). Ендемік Бразилії.

## Поширення і екологія
Vanzosaura multiscutata мешкають на північному заході Бразилії. Вони живуть в сухих саванах і чагарникових заростях каатинги, трапляються серед скель.